# Kommissarin Göllner: Sommernachtstod
Sommernachtstod ist ein deutscher Kriminalfilm von Lars Montag aus dem Jahr 2003. Es handelt sich um die zweite Episode der RTL-Kriminalfilmreihe Kommissarin Göllner mit Sonja Kirchberger in der Titelrolle. Der Film wurde bereits 2000 produziert und hatte am 27. August 2003 seine Premiere.

## Handlung
Kommissarin Anna Göllner ist in Frankfurt am Main mit ihren Kollegen Tom und Martina einem Serienmörder auf der Spur. Diese führt sie ins Rotlichtmilieu, wo der „Sheriff“ sie auf die Spur eines Mannes bringt, für den sie seit kurzem mehr empfindet, den jungen Psychologiestudenten Marcus. Dieser recherchiert im Umfeld für seine Diplomarbeit. Anna legt sich bei ihrer Suche nach dem Mörder auch mit Marcus’ zwielichtiger Psychologin Brigitte an. Bald findet Anna, selbst Tochter einer Ex-Hure heraus, dass Marcus eine untergetauchte Mutter hat.

## Kritik
„Zweiter Fernsehkrimi um die Polizistin Anna Göllner, der nach althergebrachten Mustern die Ermittlungsarbeit mit internen wie privaten Spannungen garniert.“

„Der Fall wirkt so formelhaft und konstruiert, als habe ihn ein Computerprogramm für Drehbuch-Plots ausgespuckt. Selbst Judy Winter, TV-Star der 60er-/70er-Jahre und hier als Ex-Hure und Annas Mama zu sehen, haucht dem Milieu nur wenig Leben ein.“